# Acton Trussell
Acton Trussell är en by i Staffordshire i England. Byn är belägen 5,3 km 
från Stafford. Orten har 789 invånare (2016). Byn nämndes i Domedagsboken (Domesday Book) år 1086, och kallades då Actone.